# EXPAL BR 375
EXPAL BR 375 – hiszpańska bomba odłamkowo-burząca wagomiaru 375 kg.Bomba jest przenoszona przez samoloty VA-1 Matador, EAV-8B Harrier II, F-5 Freedom Fighter, Mirage F1 i EF-18 Hornet.